# ロシアンブルー
ロシアンブルー（英語：Russian Blue / ロシア語：Русская голубая кошка）は、猫の品種の一つ。

## 歴史
ロシアンブルーの起源については諸説あるが、ロシアが原産の自然発生種であると言われている。以前の別名に、アルハンゲルキャット（英語でアークエンジェルキャット）があり、これはロシアのアルハンゲル島を起源とする説、あるいはロシアの港アルハンゲリスクからイギリスや北欧に連れて来られたという説に基づく呼び名である。他の別名として、フォーリンブルー、スパニッシュキャット、マルティーズキャットがあり、20世紀初頭まで、アメリカではマルティーズキャットとして知られていた。1875年にイギリスのクリスタル・パレスで行われたキャットショーの際には、アークエンジェルキャットとして出場している。
ロシアンブルーは、18世紀中頃にイギリスや北欧に伝えられ人気を得たが、第二次世界大戦により激減し絶滅の危機に陥った。戦後、イギリスやアメリカのブリーダーがブリティッシュブルーとシャムネコを交配させることで回復を図り、かつてのロシアンブルーの姿を取り戻した。このため、現在のロシアンブルーの原産地をロシアではなくイギリスとすることもある。

## 特徴
短毛種であり、毛の色はブルー（猫の場合、グレーの被毛を指す）によるソリッド・カラー。また尻尾にゴースト・タビーが見られることもある。アイカラーはグリーン、目の形はラウンド型、体形はフォーリン・タイプである。近年、ブラック、ホワイトなどのブルー以外の色、ネベロング（長毛のロシアンブルー）と呼ばれる猫種が登場してきているが、ロシアンブルーという猫種としては認可されていない。
以下の特徴については、現在スタンダードとして認められているロシアンブルーについて記す。
- 被毛

ダブルコートと呼ばれる、アンダーコートとトップコートによる二重の分厚い毛皮を持っている。毛質は非常に細く、絹糸のようになめらかである。特にアンダーコートは密生しており、シャンプーの際に地肌を濡らすことができないほどであり、寒さに強い。毛色はグレーであるが、1本の毛がティッピングと呼ばれる数色の色の帯を持つ為、光の加減によって銀色に輝く。被毛が淡いものの方がスタンダードに近いとされる。
- 目

鮮やかなエメラルドグリーンの目を持つが、仔猫の時にはこの色は見られず、ぼんやりとした青色（キトンブルー、キツンブルーとも言う）をしている。個体によっては、独特の目色が見られるようになるまで、2歳くらいまでかかる場合もある。
- 体形など

フォーリン・タイプと呼ばれる、ほっそりとした優美な体つきと、楔形の頭を持つ。筋肉は発達している。他のフォーリン・タイプの猫に比べてずんぐりとした印象を受けることがあるが、それは被毛の厚さの為である。手足は長く、足先は小さいため、爪先立ちで歩いているように見える。肉球はグレーがかったピンク。尾は長く、先細りである。耳は基部が大きく頭の両側に向かって突き出し、耳介は薄い。横顔は扁平で、鼻筋が真っすぐに通り、コブラヘッドと呼ばれることもある。口角が僅かに上がっており、微笑んでいるように見える様子を「ロシアンスマイル」と呼ぶ。

## ギャラリー

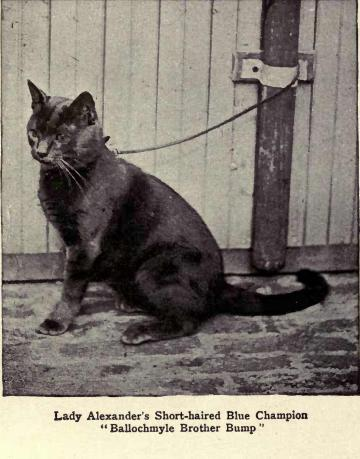
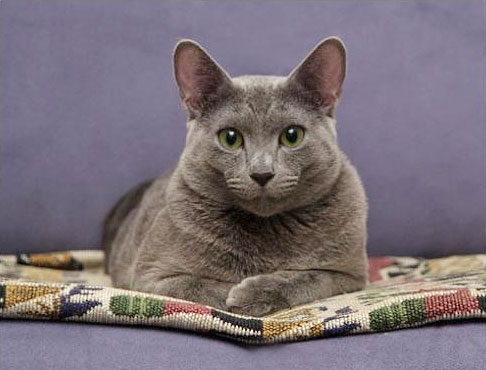
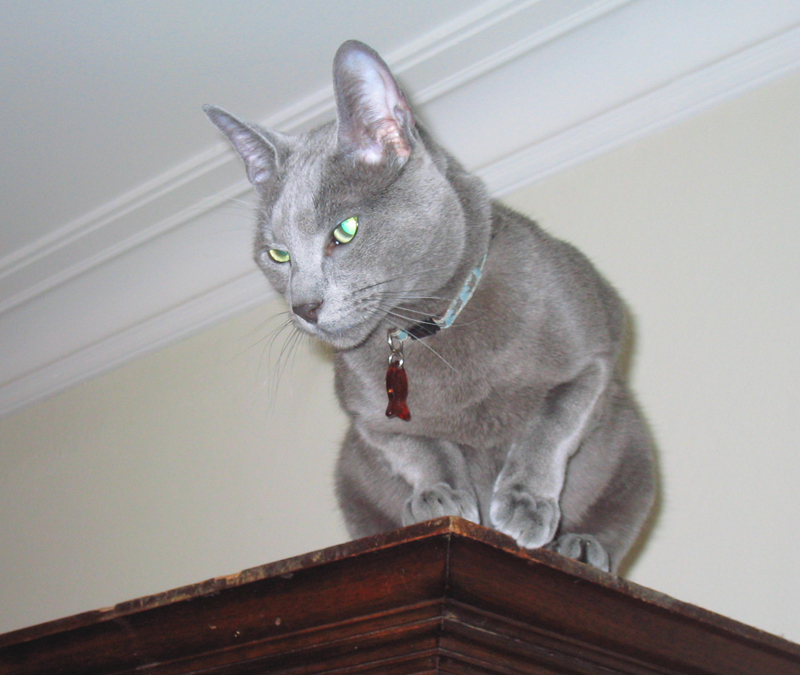
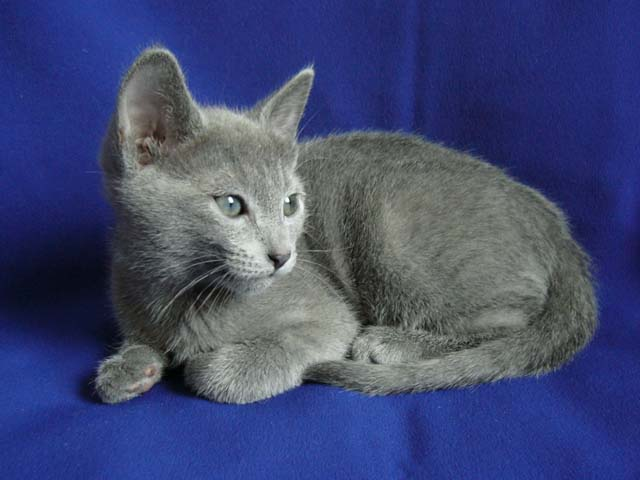
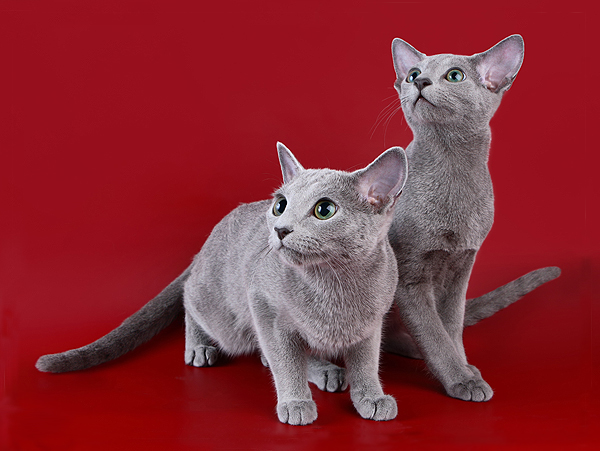
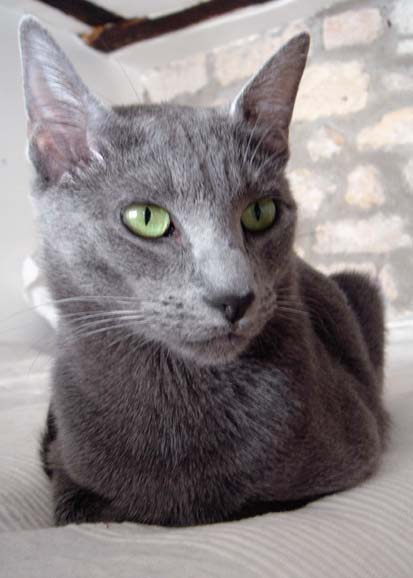
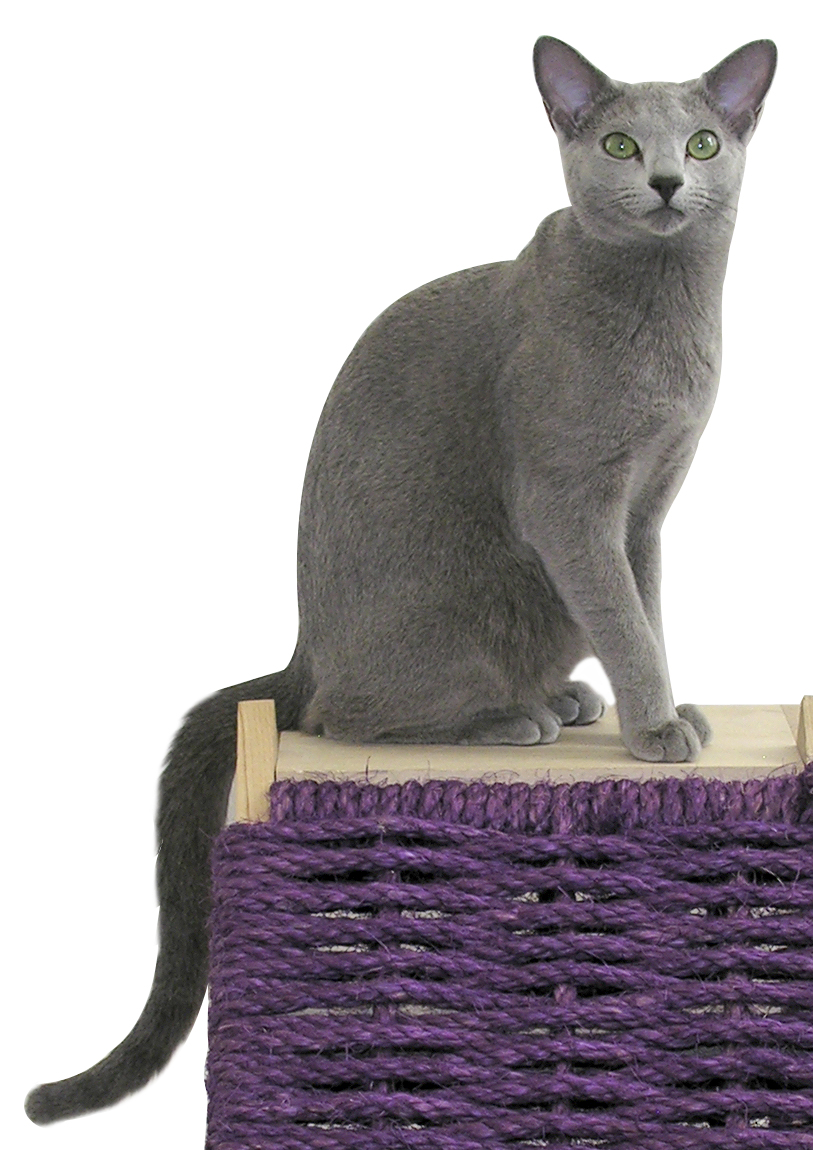
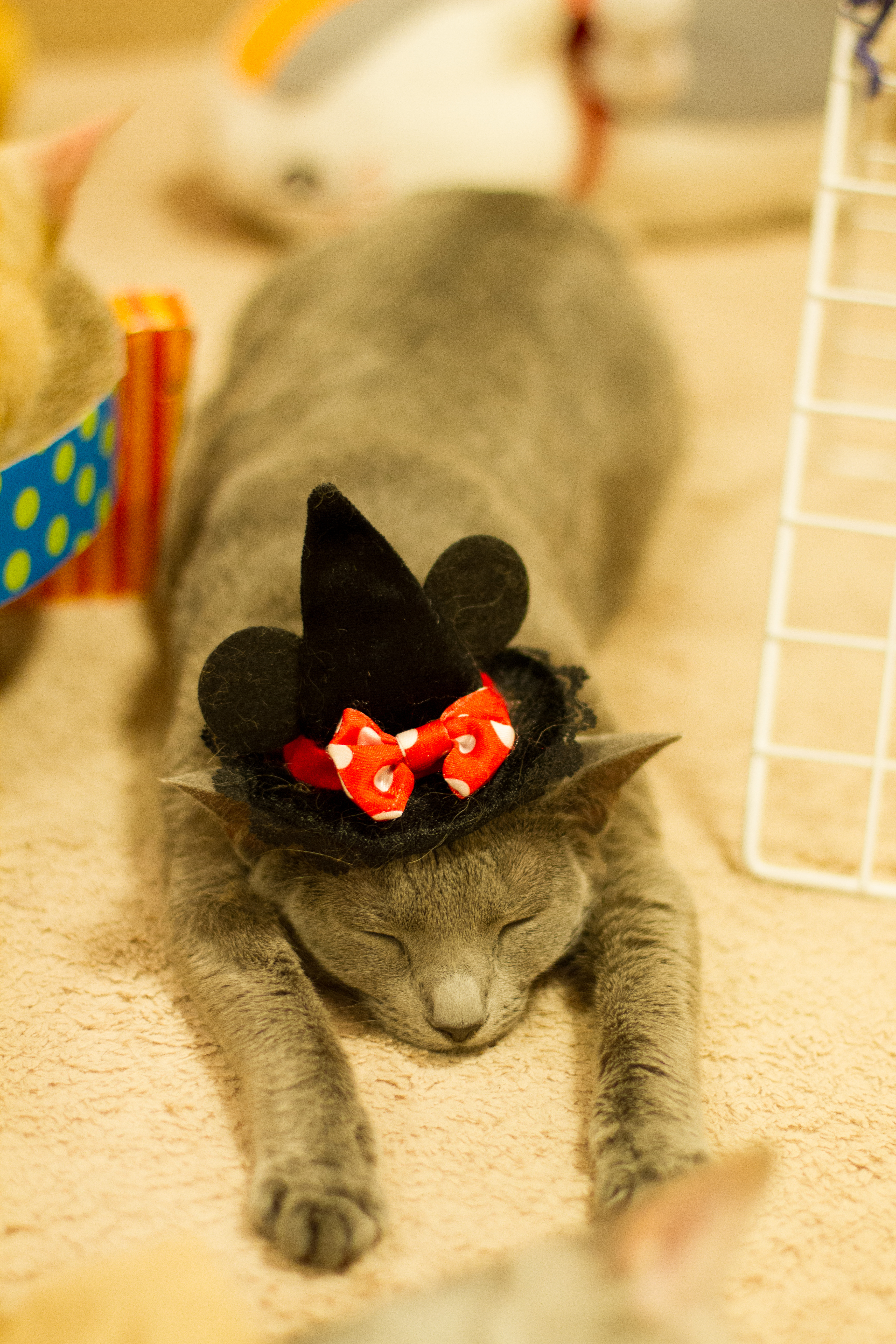

## 性格
しばしばロシアンブルーは、「犬のような」性格の猫だと言われる。これは、一般的に気ままで忠誠心が薄いと認識されがちな猫の中でも、主人に忠実な性格を持つことによる。ロシアンブルーは飼い主と認めた相手には献身的な愛情を持つが、人見知りが激しくシャイで神経質な面があるため、見知らぬ人間には警戒心を示し、慣れるのに時間がかかる場合がある。以前この猫によく見られた必要以上に神経質な性質は、ブリーダーの努力により、近年では改善が見られる。またボイスレスキャットと呼ばれるほど鳴き声を上げることが少なく、性質も大人しいが、ほっそりした短毛種であるため、運動量は多く、遊び好きである。体臭や口臭もほとんどなく、毛並み等のケアにもさほど手がかからない為、飼いやすい猫種のうちの一つと言える。性格や健康状態の安定した猫を手に入れるには、よい環境で人間の手が十分にかけられているものを選び、またロシアンブルーに限らず、どの猫種でも3ヶ月齢以上親猫と過ごすことが望ましい。日本での人気は高く、爆発的なブームを迎えたことこそないが、人気ランキングでは常に上位にいると言ってよい。